# Gabon
Gabon (uitspraak: [ɣaˈbɔn] of [ɡaˈbɔn]), officieel de Republiek Gabon (Frans: République gabonaise), is een land in Afrika dat grenst aan Equatoriaal-Guinea, Kameroen en Congo-Brazzaville. De hoofdstad en grootste stad is Libreville. De beperkte bevolkingsdichtheid, overvloedige natuurlijke hulpbronnen en aanzienlijke buitenlandse steun hebben Gabon tot een van de meer welvarende landen in Afrika gemaakt. Sinds 1 juli 2016 is Gabon weer lid van de OPEC.

## Geschiedenis
Over de geschiedenis van Gabon in de periode vóór contact met Europese volken is weinig bekend. Het gebied werd aanvankelijk bewoond door Pygmeeën, die voor een groot deel werden vervangen en geabsorbeerd door Bantoe-stammen gedurende meerdere migraties.
De eerste Europeanen die in het gebied arriveerden, waren de Portugezen in 1471.
Tussen 1580 en 1600 kwamen de Hollanders aanleggen aan de kust vlak bij Port-Gentil om zich te bevoorraden. Het VOC-schip Mauritius, dat op weg was naar Amsterdam vanuit het Verre Oosten, is hier gezonken op 19 maart 1609. Het werd pas in 1985 teruggevonden op een diepte van 12 meter, vlak bij Cap Lopez, Port-Gentil.
In 1843 werd de eerste officiële Franse post opgericht, Fort-d'Aumale. De hoofdstad Libreville is gesticht in 1849. In 1862 werd het gebied een Frans protectoraat. Pierre Savorgnan de Brazza ondernam verschillende ontdekkingsreizen onder andere in 1875–1878 en 1880–1881, en tot slot in 1883–1884. In 1879 en 1882 werden Franceville en Brazzaville gesticht. In 1888 werd Gabon bij Frans-Congo gevoegd, maar in 1904 werd Gabon weer een aparte Franse kolonie. Op 15 januari 1910 maakte het deel uit van Frans-Equatoriaal-Afrika. In de Tweede Wereldoorlog werd Gabon overgenomen door de Vrije Fransen van generaal Charles de Gaulle.
In tegenstelling tot vele andere Afrikaanse landen, is Gabon een politiek stabiel land. Het werd op 17 augustus 1960 onafhankelijk van Frankrijk. Op 17 februari 1961 werd Gabriël Léon M'ba de eerst gekozen president van Gabon. Hij overleed op 28 november 1967. Omar Bongo werd op 12 februari 1967 gekozen als tweede president van Gabon. Hij was 42 jaar aan de macht en was daarmee het langstzittende staatshoofd van Afrika. In 2005 werd hij met 79,2% van de stemmen herkozen voor een ambtstermijn van 7 jaar. Hij overleed in 2009 aan een hartaanval in een kliniek in Barcelona, waar hij volgens niet-regeringsbronnen voor kanker werd behandeld. Zijn zoon Ali Bongo was vanaf 1999 de minister van Defensie en volgde hem op na de verkiezingen van augustus 2009, nadat hij 41,73% van de stemmen kreeg. Hij werd in 2016 nipt herkozen. In 2023 werd hij door een coup afgezet, en vervangen door Brice Oligui Nguema, tot dan toe commandant van de Republikeinse Garde. In april 2025 vonden er weer presidentsverkiezingen plaats. Brice Clotaire Oligui Nguema werd met meer dan 90% van de stemmen president.

### Staatsgrepen
- Op 7 januari 2019 vond in het land een mislukte militaire staatsgreep plaats, terwijl president Bongo een medische ingreep onderging in Marokko.
- Op 26 augustus 2023 werd president Bongo, die reeds 14 jaar aan de macht was, herkozen voor een derde termijn met 64,27 procent van de uitgebrachte stemmen. Enkele dagen later volgde een militaire staatsgreep. De coupplegers beschuldigden Bongo van verkiezingsfraude en  verweten hem de oorzaak te zijn van de institutionele, politieke, economische en sociale crisis in het land. De president werd onder huisarrest geplaatst. Eerder landelijk afgesneden internet - zogenaamd om rellen te voorkomen na de verkiezingen - werd hersteld.[7] Brice Oligui Nguema werd interim president.

## Fysische geografie

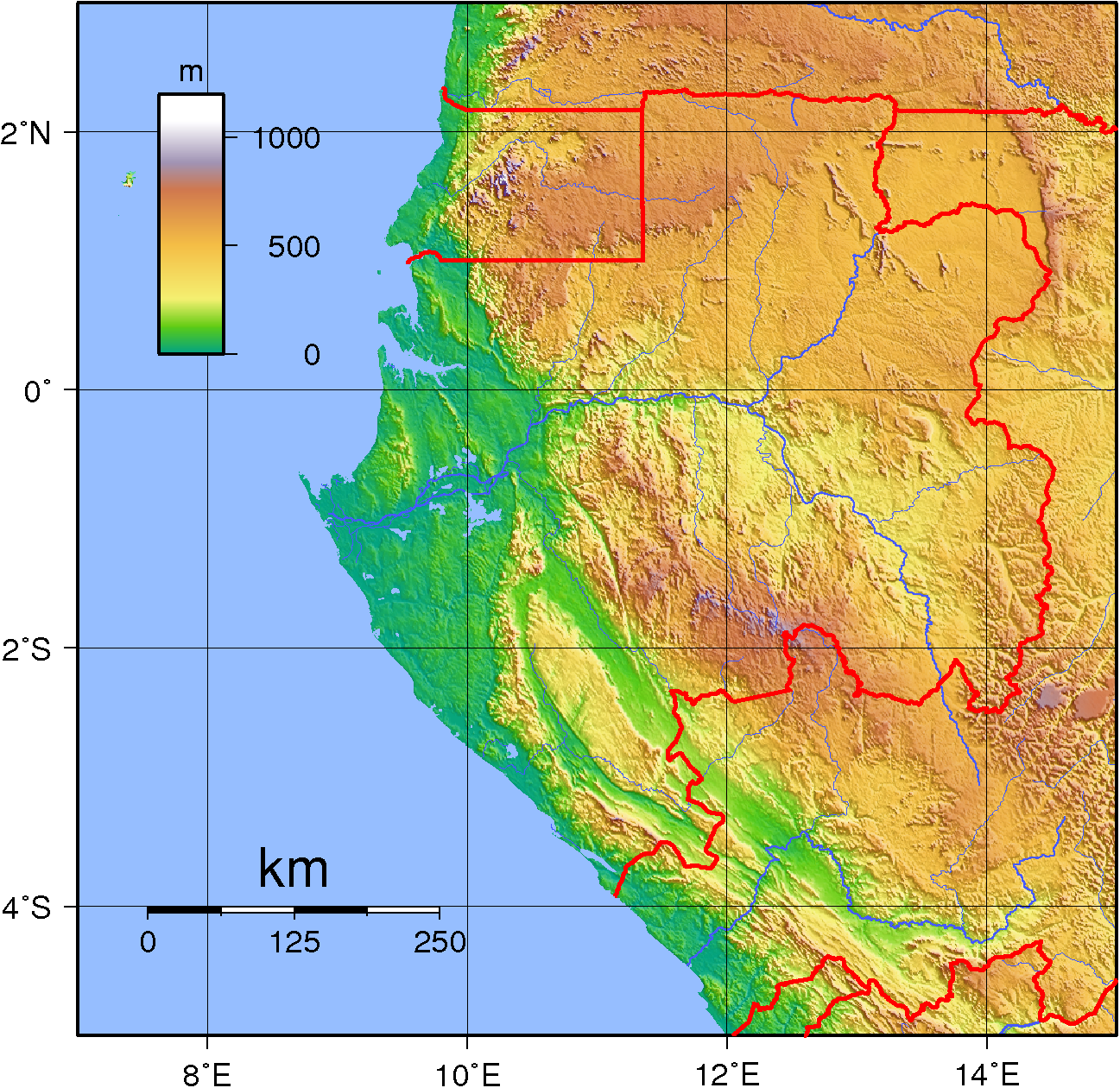
Een kaart met de hoogteverschillen

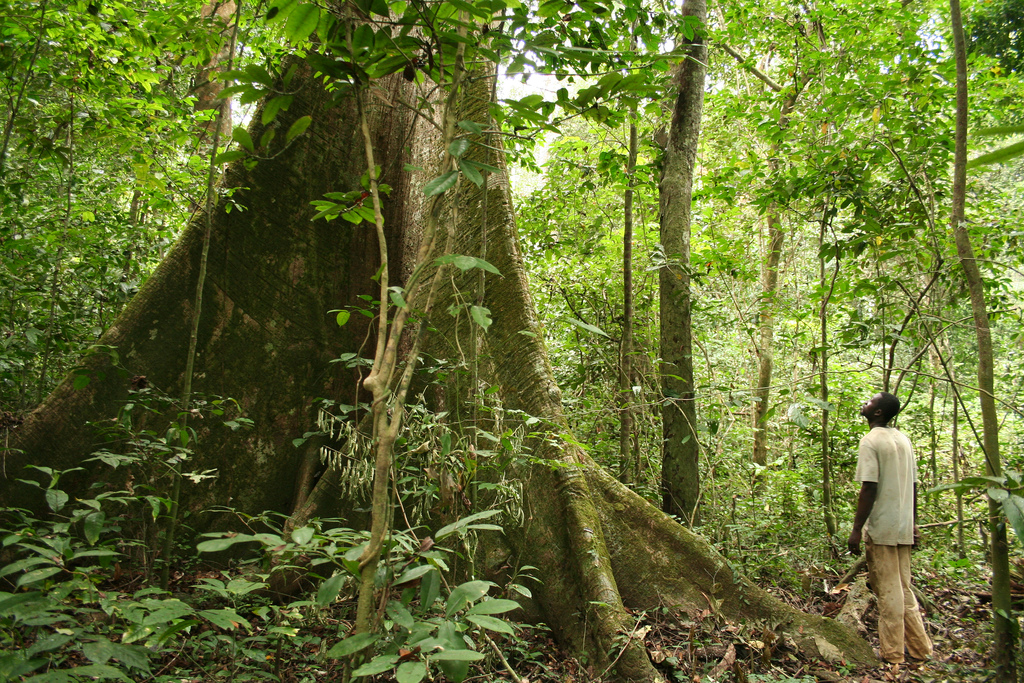
Regenwoud in Gabon

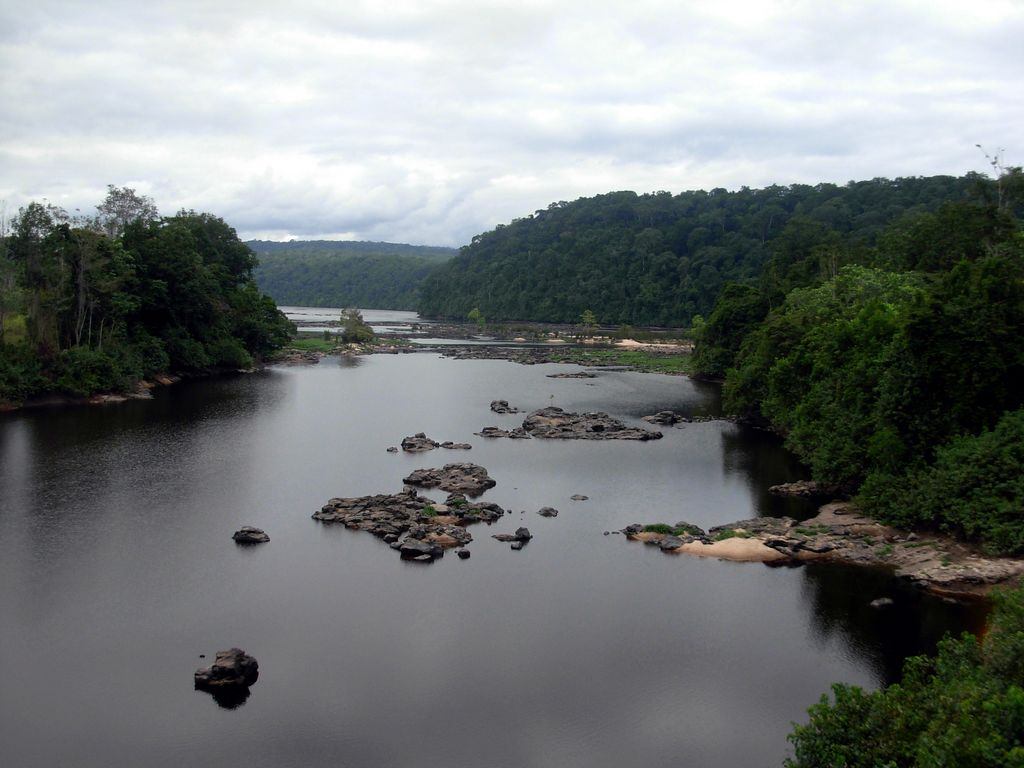
De Ogooué in de provincie Ogooué-Ivindo

### Topografie
Gabon ligt op en rond de evenaar in Centraal-Afrika en beslaat een oppervlakte van 267.668 km², waarvan 3,8% uit water bestaat. Hiermee is Gabon het op 75 na grootste land qua oppervlakte achter Nieuw-Zeeland en voor de Westelijke Sahara. Daarnaast reiken de territoriale wateren tot de maximale afstand van 12 zeemijl, de aansluitende zone tot de maximale 24 zeemijl en de exclusieve economische zone tot de maximale 200 zeemijl vanaf de basislijn.
Het land heeft een 298 km lange grens met Kameroen in het noorden, een 350 km lange grens met Equatoriaal-Guinea in het noordwesten en een 1903 km lange grens met Congo-Brazzaville in het oosten en zuiden. Bovendien bedraagt de kustlijn aan de Atlantische Oceaan in het westen 885 kilometer. Kaap Lopez, dat tevens het westelijkste punt van Gabon is, vormt een scheiding tussen de Golf van Bonny, een deel van de Golf van Guinee, in het noorden en de Atlantische Oceaan in het zuiden. De kust is het laagste punt van het land, namelijk op zeeniveau; het hoogste punt is volgens The World Factbook met 1575 meter Mont Iboundji in het zuiden van het land in het Chaillu Massif, volgens andere bronnen is dat Mont Bengoué met 1070 m in het oosten en dan zou Mont Iboundji 972 m hoog zijn.
Het landschap van Gabon is te verdelen in drie delen: de smalle kustvlakte, het heuvelachtig binnenland en de savannes in het oosten en zuiden. In de kustvlakte bevinden zich de twee grootste steden, namelijk Libreville en Port-Gentil. Zo'n 80% van de totale oppervlakte bestaat uit tropisch regenwoud.
De Ogooué is de belangrijkste rivier en stroomt in noordwestelijke richting het midden van het land, maar is bevaarbaar van zee tot Ndjolé. De rivier heeft een lengte van zo'n 1200 km en ontspringt net over de Gabonese grens in Congo. Het stroomgebied met al de zijrivieren omvat een groot deel van Gabon.

### Klimaat
Gabon kent een tropisch klimaat. Het is er warm, zeer vochtig en de gemiddelde temperatuur ligt rond 26 °C. Het land heeft een regen- en een droog seizoen:
- Lang droog seizoen in mei-september
- Kort regenseizoen in oktober-november
- Kort droog seizoen in december-januari
- Lang regenseizoen in februari-april

## Bestuurlijke indeling
Gabon is ingedeeld in negen provincies, verder verdeeld in departementen, die op hun beurt weer verder verdeeld zijn in kantons en gemeenten. Een deel van de departementen is tegelijkertijd gemeente.

## Bevolking
Gabon telt ongeveer 2,2 miljoen inwoners waarvan zo'n 80% woonachtig is in de steden. In de twee grootste steden, Libreville en Port-Gentil, woont al 60% van de nationale bevolking.

### Etnische groepen
Gabon wordt bevolkt door zo'n 40 verschillende volken. De grootste etnische groep is de Fang, ook wel Pangwe genoemd. Zo'n 33% van de bevolking behoort tot de Fang. Andere grote volken zijn de Adouma, Eshira, Kota en de Okande. Eén procent van de bevolking (15.000 tot 20.000 mensen) behoort tot de pygmeeën, de oorspronkelijke bewoners van Gabon.

### Godsdienst
60% van de bevolking is christen, een samenstelling van 52% katholieken (zie Katholieke Kerk in Gabon) en 8% protestanten. Paters van de H. Geest begonnen in 1844 met de missionering. De missie besteedde veel aandacht aan het schoolwezen en de gezondheidszorg, kwam op voor de sociale rechten van de bevolking (mgr. Tardy) en streed voor een goede huwelijkswetgeving. In 1899 werd de eerste inlandse priester, en in 1961 de eerste eigen bisschop gewijd.
Vanaf 1842 werd in Gabon zendingsarbeid verricht door Amerikaanse protestanten, die in 1892 werd overgedragen aan de Parijse zending. In het zuiden arbeidt sinds 1934 de Christian and Missionary Alliance. Albert Schweitzer verrichtte werk in Lambarene.
Zo'n 1% van de bevolking is moslim, waaronder de voormalige president Ali Bongo. De overige 39% hangt traditionele Afrikaanse religies aan (animisme).

### Taal
De officiële taal is Frans. Er zijn ongeveer 40 talen o.a. :
- Fang en Pounou in het zuiden.
- Myéné aan de kust zoals in Libreville en Port-Gentil.
- Téké in het zuidoosten.
- Kota in het noorden.

## Staatsinrichting
De interim president van Gabon is Brice Oligui Nguema, die daarmee Ali Bongo (beëdigd op 16 oktober 2009) verving; diens voorganger was interim-president Rose Francine Rogombé. Het laatste half jaar (sinds 9 januari 2023) van Bongo's termijn werd de functie van vicepresident uitgeoefend door Rose Christiane Raponda, de eerste vrouw die dit ambt bekleedt en voorheen (2020–2023) ook al de eerste vrouwelijke premier van het land. 
Op 21 februari 1961 is de eerste grondwet opgesteld. Volgens de grondwet van 1991 is Gabon een presidentiële republiek met verregaande bevoegdheden voor het staatshoofd. De president wordt voor zeven jaar gekozen. Hij is opperbevelhebber van het leger, heeft het recht om het parlement te ontbinden en om ministers te ontslaan en te benoemen. De wetgevende macht berust bij het parlement van Gabon. Het parlement bestaat uit de Senaat (Sénat) met 102 leden die elk 6 jaar worden gekozen en de Nationale Vergadering (Assemblée Nationale) met 120 leden, waarvan 111 leden elk 5 jaar worden gekozen en 9 leden worden aangewezen door de president. De laatste verkiezingen voor de Senaat vonden plaats in februari 2015 en die voor de Nationale Vergadering in oktober 2018.
Nadat president Omar Bongo was overleden werden in 2009 verkiezingen georganiseerd. De Commission électorale nationale autonome et permanente (CENAP), die verantwoordelijk is voor het organiseren van de verkiezingen, maakte op 3 september 2009 de officiële cijfers bekend: Ali Bongo (PDG) 41,73%, André Mba Obame (onafhankelijk) 25,88% en Pierre Mamboundou (Union du Peuple Gabonnais) 25,22%. Als gevolg van de overwinning van Ali Bongo braken in het hele land rellen uit en vooral in Libreville en Port-Gentil, de economische hoofdstad en bekend als oppositiestad. Op 3 september zijn duizenden aanhangers van de oppositie de straat op gegaan en hebben een gevangenis bestormd en iedereen vrijgelaten. Vervolgens is het Franse consulaat in brand gestoken. Meerdere benzinestations van de Franse oliemaatschappij Total SA zijn vernield.
In augustus 2016 werd Ali Bongo met een zeer nipte marge herkozen als president. Hij zou 49,80% van de stemmen hebben gekregen, tegen 48,23% voor zijn tegenstrever Jean Ping. De oppositie erkende Bongo's overwinning echter niet. Dit herhaalde zich in 2023, met de militaire coup tot gevolg.

### Partijen
In april 1990 werd het meerpartijenstelsel ingevoerd. Tot dan toe was de Parti Démocratique Gabonais (PDG, d.i. de Democratische Partij van Gabon) de enige toegestane partij. In feite is er aan dit monopolie tot de coup van 2023 geen einde gekomen: nog steeds was de PDG de dominerende partij. Voormalig presidenten Omar Bongo en diens zoon Ali Bongo waren beiden lid van de PDG.
Overige partijen:
- Union du Peuple Gabonais (UPG)
- Parti Gabonais du Progrès (PGP)
- Rassemblement National des Bûcherons (RNB)
- Mouvement de Redressement National (MORENA)
- Rassemblement Démocratique et Social du Gabon (RDSG)

## Economie
De olie-industrie is de belangrijkste economische activiteit van het land. Het is de vijfde olieproducent van Afrika en Gabon heeft sterk geprofiteerd van de sterk gestegen olieprijzen tot 2015. In 2015 produceerde het land ongeveer 230.000 vaten olie per dag waarvan er 210.000 werden geëxporteerd. De olie leverde zo’n 70% van de exportopbrengsten, 40% van de inkomsten voor de overheid en had een aandeel van 20% van het bruto binnenlands product.
De productie van olie is de afgelopen vijf jaren licht gedaald en de overheid heeft een beleid ingezet van economische diversificatie. Voor de toekomst ligt de nadruk op de economische ontwikkeling van mangaan, hout, landbouw en de dienstensector. De Wereldbank is bij een aantal projecten betrokken. Het bedrijfsklimaat is ongunstig, in 2016 stond het land op plaats 162, van 189 landen in totaal, als wordt gekeken naar het gemak waarmee zaken gedaan kunnen worden. Volgens onderzoek van Transparency International stond Gabon in 2015 op een slechte plaats op de lijst van corrupte landen. Het land staat op nummer 99 van in totaal 167 landen die op de corruptie-lijst zijn opgenomen.

## Nationale parken
Op initiatief van toenmalig president Omar Bongo is in 2002 een plan opgesteld om dertien nationale parken op te richten. Verdeeld over alle negen provincies. Dit is in verhouding 10% van het territorium.
- Nationaal park Akanda (524 km²)
  - Ligt in de provincie l'Estuaire, in het noordoosten, vlak bij de hoofdstad Libreville.
- Nationaal park Monts Birougou (690 km²)
  - Ligt in de provincie van Ngounié
- Nationaal park Ivindo (3.000 km²)
  - Ligt in de provincie l'Ogooué-Ivindo, in 2021 toegevoegd aan de UNESCO Werelderfgoedlijst.
- Nationaal park Loango (1.550 km²)
  - Ligt in de provincie l'Ogooué maritime
- Nationaal park Lopé (4.913 km²)
  - Ligt bij de Ogooué en staat als Ecosysteem en cultuurlandschap van Lopé-Okanda op de UNESCO Werelderfgoedlijst.
- Nationaal park Mayumba (80 km²)
  - Ligt in het zuiden van Nyanga
- Nationaal park Minkébé (7.560 km²)
  - Ligt in de provincie Woleu-Ntem
- Nationaal park Monts de Cristal (1.200 km²)
  - Ligt aan l'Estuaire en Woleu-Ntem
- Nationaal park Moukalaba-Doudou (4.500 km²)
  - Ligt in de provincie Nyanga
- Nationaal park Mwagne (1.160 km²)
  - Ligt in de provincie l'Ogooué-Ivindo
- Nationaal park Plateaux Batéké (2.050 km²)
  - Ligt in de provincie Haut-Oggoué
- Nationaal park Pongara (870 km²)
  - Ligt in de provincie l'Estuaire. Gelegen tegenover de hoofdstad Libreville, aan de Atlantische kant
- Nationaal park Waka (1.070 km²)
  - Ligt in de bergen van Chaillu, tussen Fougamou en Lopé

## Bekende sporters
- Pierre-Emerick Aubameyang, voetballer die speelt onder de Gabonese nationaliteit.